# Bukomansibi (district)
Bukomansibi is een district in het centrum van Oeganda. Hoofdstad van het district is de gelijknamige stad Bukomansibi. Het district telde in 2014 151.413 inwoners en in 2020 naar schatting 156.600 inwoners op een oppervlakte van 589 km². Meer dan 93% van de bevolking woont op het platteland. De bevolking bestaat uit Baganda (77%), Banyankole (9%), Banyarwanda (8%) en kleinere volkeren.
Het district werd opgericht in 2010, na de opsplitsing van het district Masaka. Het district bestaat uit twee county's, Bukomansimbi en Bukomansimbi North. Verder zijn er sub-county's, Kibinge, Bigasa, Kitanda en Butenga, en een town council, die van Bukomansimbi. 